# Poke

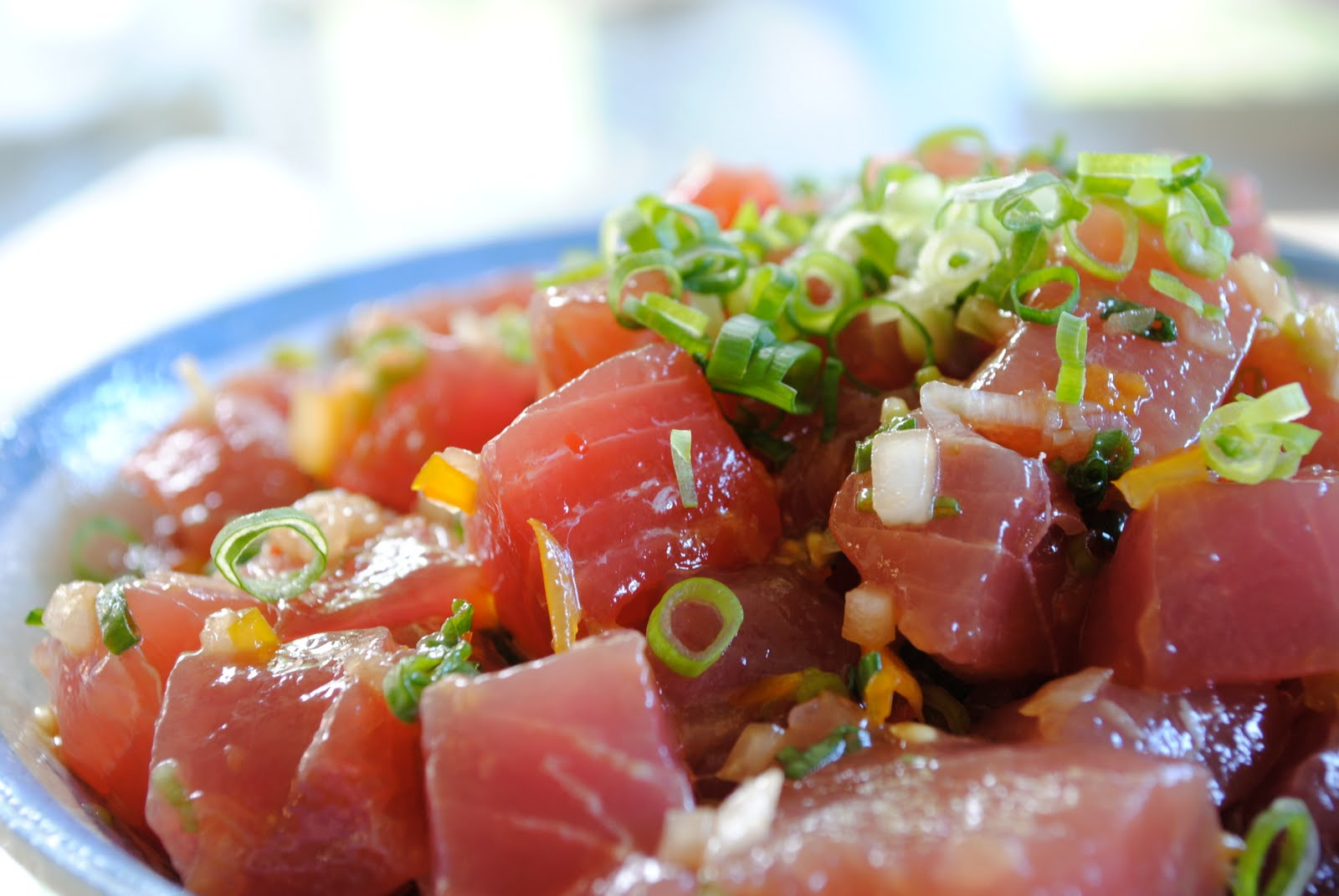
Ahi poke gemaakt van tonijn met uien sesamolie en sojasaus

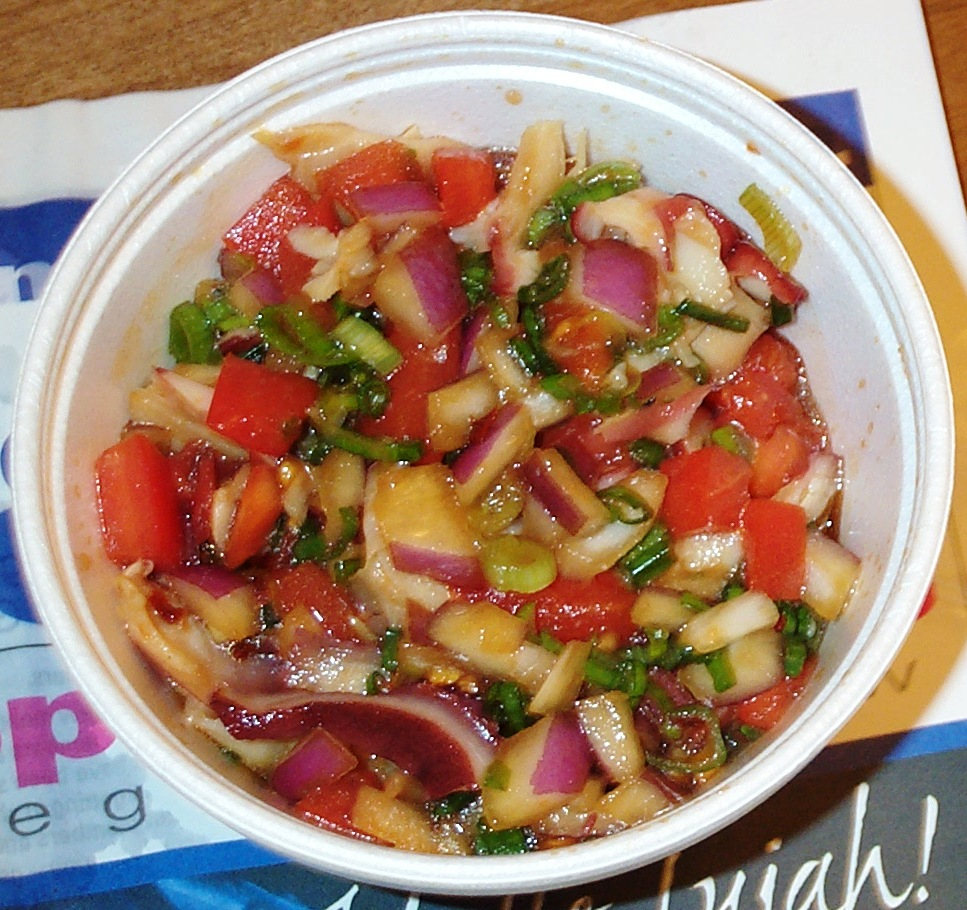
Tako (octopus) poke of He'e poke met tomaten, bosui, maui-ui, sojasaus, sesamolie, zeezout en chilipeper

Poke  (Hawaïaans voor "in plakken snijden" of "kruislings in stukken snijden") is een gerecht van fijngesneden rauwe vis dat wordt geserveerd als hors-d'oeuvre of hoofdgerecht in de Hawaïaanse keuken.
Een moderne, meer Westerse variant van het gerecht wordt wel poké of poké bowl genoemd.

## Traditie
Traditionele soorten poke zijn aku (tonijn) en he´e (octopus). He'e poke wordt doorgaans aangeduid met de Japanse naam Tako poke, behalve in gebieden waar Hawaïaans wordt gesproken, zoals het Hawaïaanse eiland Niihau.
Steeds populairder wordt de ahi poke, die bereid wordt met geelvintonijn. Er bestaan tevens aangepaste versies van poke die kip of rauwe zalm en schaal- en schelpdieren bevatten.

## Geschiedenis
De traditionele Hawaïaanse poke bevat vis die is gekaakt, ontveld en gefileerd. De vis wordt langs de ruggengraat in stukken gesneden als een filet en vervolgens geserveerd met condimenten als zeezout, kemirinoot, zeewier en limu (roodalg). Volgens voedselhistorica Rachel Laudan werd deze vorm van poke populair rond 1970 en is dit nog steeds de gebruikelijke vorm op Hawaï.
Omstreeks 2012 werd poke populair op het vasteland van de Verenigde Staten, waar enkele poke-restaurants openden. Van 2014 tot halverwege 2016 steeg het aantal Hawaïaanse restaurants op Foursquare die onder meer poke serveerden van 342 tot 700. In de daarop volgende jaren maakte poke ook opgang in het Verenigd Koninkrijk, Italië, Nederland en elders in Europa.

## Poké bowl

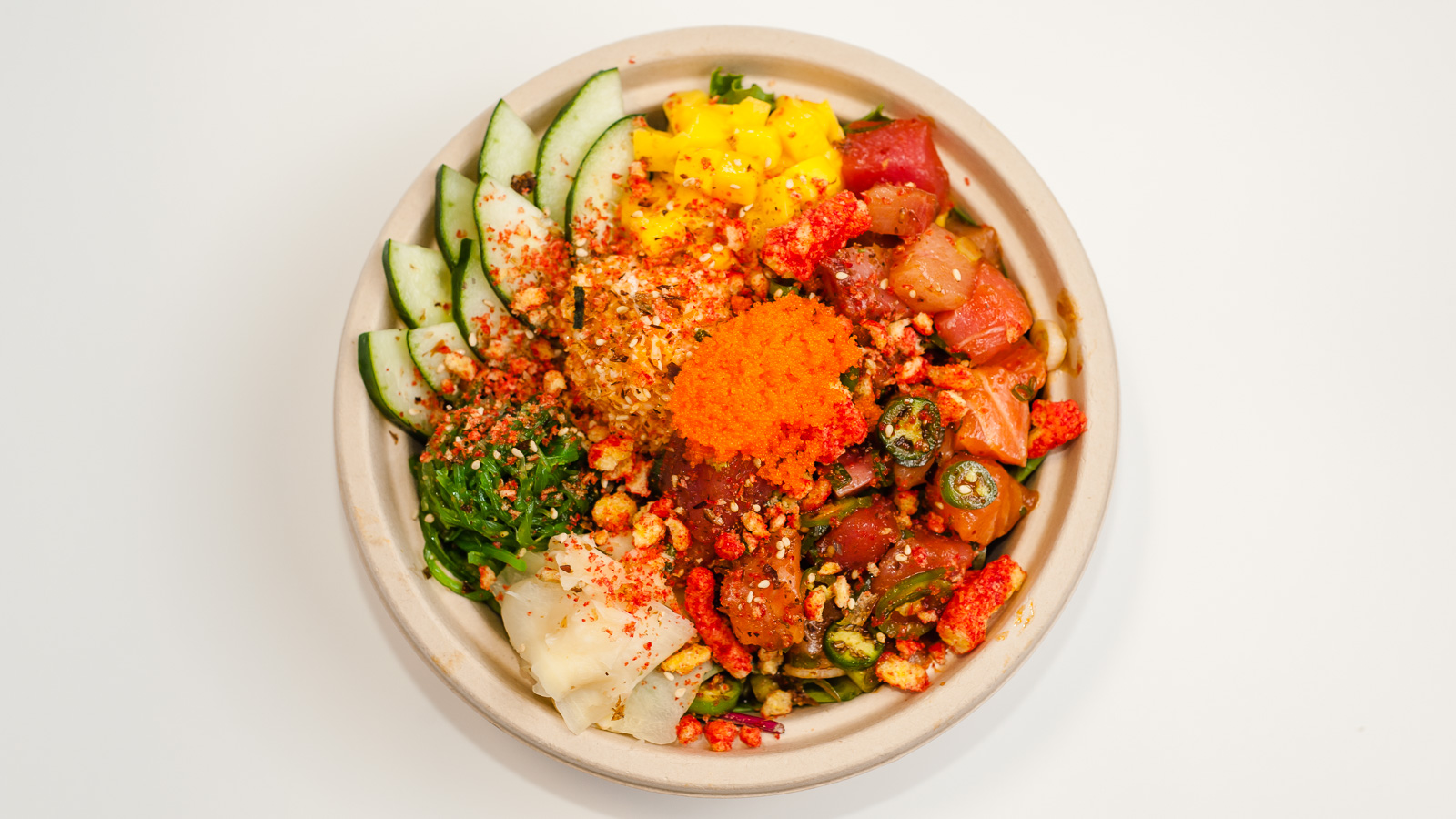
Een poké bowl

Naast traditionele poke is vooral de poké bowl aan populariteit aan het winnen. Dit is de moderne en meer Westerse variant van het gerecht. Deze bestaat uit een kom met verschillende fijngesneden ingrediënten die gescheiden naast elkaar op een sierlijke manier gerangschikt zijn. deze worden lauwwarm of koud geserveerd met daaroverheen een saus. Naast fijngesneden vis bevat zo'n bowl bijvoorbeeld quinoa, kikkererwten, zalm, tonijn, teriyaki, rendang, avocado, sojabonen, champignons, jalapeño, ananas, radijs, gepelde edamame en komkommer. Ook zijn poké bowls op basis van vlees in opkomst. In restaurants op het Amerikaanse vasteland wordt in plaats van poke veelal de niet-traditionele spelling poké gebruikt, dus met een é. Een vegetarische of veganistische variant wordt een Buddha bowl genoemd.

## Vergelijkbare gerechten
Viscarpaccio en vistartaar zijn in Europa wijdverbreide rauwe visgerechten vergelijkbaar met poke. Een ander gelijksoortig gerecht is de Koreaanse hoe-deopbap (de visvariant van bibimbap) en de Peruaanse ceviche. Japanse sashimi bevat eveneens rauwe vis.